# 王杰 (清朝)
王杰（1725年—1805年2月9日），字伟人，号惺园，一号葆醇。陕西韓城縣人。清朝乾隆后期、嘉庆前期名臣，亦為嘉慶皇帝的老師。
王杰乾隆二十六年（1761年）中状元。历任内阁学士、刑部侍郎、右都御史、兵部尚书。乾隆五十一年（1786年）出任军机大臣，上书房总师傅，次年又出任东阁大学士。嘉庆十年（1805年），王杰去世，享年八十一岁，追赠太子太师，谥号“文端”。

## 生平

### 早年经历
王杰生于清雍正三年（1725年），幼時家貧，以拔貢考銓蓝田县教諭，未任即遭父喪。為養母以遊幕為生，曾入江蘇巡撫陳宏謀、陝甘總督尹繼善幕中，二人皆重之。王杰早先跟从孙景烈周游，讲授濂、洛、关、闽之学；等到见了陈宏谋，学问更加进步，自认为自己立身行事、沉浮官场都得力於此。

### 乾隆年间
乾隆二十六年（1761年）皇太后七旬万寿恩科，王杰中进士。殿试考卷呈送给乾隆帝时名列第三，乾隆帝仔细看了他的字迹，觉得好像是平日里很熟悉的人写的，因为王杰过去为尹继善缮写奏疏，曾经受到他的赞赏，就向人询问他的人品，于是将王杰的名次提为状元。等到新科进士晋见皇帝时，乾隆帝看到王杰风度稳重端庄，更为高兴。又因为陕西自清朝开国以来从未出过状元，这一年西部边境的战争又取得了胜利，而新科状元又恰是陕西人，于是乾隆帝召見王杰，當面賦詩以賀：「西人魁榜西平後，可識天心偃武時。」授翰林院修撰，入值南书房，屡次执掌考选文士，五次升迁至内阁学士。奉敕編纂《西清續鑑甲編》及《西清續鑑乙編》二書。 
乾隆三十九年（1774年），王杰任刑部侍郎，又转调吏部，擢升左都御史。乾隆四十八年（1783年），服母丧，就在家中被提升为兵部尚书。乾隆帝南巡，王杰赴行在谢恩，乾隆帝说：“你来很好。君臣久别，你应该知道朕挂念你。然而你是儒者，朕不想要将你夺情，可以回去终制。”服丧完毕后，还朝。乾隆五十一年（1786年），出任军机大臣、上书房总师傅，教皇子顒琰读书，严加教训，并罚跪罚站。有一次乾隆碰见皇子被罚跪，即令站起，并说：“教者天子，不教者天子，君君臣臣乎！”王杰见状答道：“教者尧舜，不教者桀纣，为师之道乎！”次年，拜东阁大学士，管理礼部。台湾、廓尔喀先后平定，两次在紫光阁绘像，加太子太保衔。
王杰在朝廷中枢十余年，事有可否，未曾不将情节详细陈奏。当时和珅秉政，政事大多擅自决定，其他文武百官大都隐忍不发，只有王杰认为不可以时，就与和珅据理力争。乾隆帝对王杰了解深刻，和珅即使厌恶他，也不能把他赶出朝廷。王杰每当议政完毕，就默然独坐。某日，和珅趁此時抓起王杰的手說：“狀元宰相手果然好。”王杰说：“這手雖然好，卻不會要錢。”和珅羞愧难当。

### 嘉庆年间
嘉庆元年（1796年），王杰以足疾请求免去军机处、上书房及管理礼部事务，嘉庆帝批准。朝廷每有大事，嘉庆帝必定咨询王杰，王杰也不时以事上闻。当时正逢白莲教之乱，王杰上疏言事，主张实行怀柔政策，优待归降变民，并认为民变的根源在于地方吏治黑暗、官逼民反造成。王杰主张用募兵的方法把乡勇和变民改编为正式军队。嘉庆二年，再次召入军机处，隨扈熱河。不久后，因腿疾，嘉庆帝下詔王杰不再入直军机处，先行回京。嘉庆三年秋，白莲教首领王三槐就擒，嘉庆帝封賞樞臣，说：“王杰現在雖未入直軍機，出兵时曾有贊畫之功，一并予以優敘。”嘉庆帝亲政后，王杰主持了和珅一案的审理，查明了和珅贪污纳贿的种种罪状。王杰作为首辅大臣，遇事能够识大体顾大局，向皇帝进谏总是不遗余力，嘉庆帝对他优待尊敬。嘉慶五年（1800年），王杰以年老衰病乞歸，嘉庆帝下詔挽留，特許拄杖入朝。嘉庆七年（1803年），王杰固请致仕，晋太子太傅衔，在籍享受俸禄。
嘉庆八年（1803年）春天，王杰告老歸鄉，临行前上疏说：
|  | 各地国库亏空的弊端是从乾隆四十年以后开始的，各州各县都在想方设法送礼，把国库里的钱财都用来拉拢关系巴结上司。他们的上级因此被抓住弱点受其控制，想要弥补国库亏空，遥遥无期。后任的高级官员知道崇尚廉洁的操守，可是下属有的州县的境况仍然还很窘迫。由于各地的苦乐不很平均，他们中的好坏也分辨不清，应该寻求整顿的方法。按过去的体制，驿丞是专门管理驿站的，没有什么可以征索的财物。自从决定归属各州县里之后，毫无限制的开销，苛刻的摊派，使各级官员和百姓都困苦不堪。应该先清理整顿驿站，以便杜绝国库的亏损。现在正是军中诸事务完毕的时候，朝廷尽力寻求治理的办法，再没有比这两个更大的了。请皇上考虑自行决断，以便扭转长期形成的不良局面。 |

王杰所说的切中时弊，嘉庆帝接受了他的意见。赐给御制诗，以使他的行为显得荣耀，其中有这样的诗句：“直道一身立廊庙，清风两袖返韩城。”当时人都认为，这句诗足以概括王杰一生的成就。回乡后，嘉庆帝每年按时给他的赏赐不断，王杰每次上书，嘉庆帝都亲自批奏回答，语气就像对家里人一样。嘉庆九年（1804年），王杰与妻子程氏都正逢八十大壽，陕西巡抚方维甸攜帶嘉庆帝的贺诗，题匾和所赐珍宝登訪祝賀，王杰赴京答谢。嘉庆十年（1805年）正月，病逝于北京，享壽八十一歲、入祀賢良祠，谥号文端。
王杰身高不超过一般人，为人和蔼可亲，但操守刚正，侍奉两代皇帝，都是凭借忠诚正直获得皇帝的信任。当他退休还没走时，正值有个叫陈德的人在内宫惊动了皇帝御驾，他就急忙上朝谒见嘉庆帝建议说：“陈德只是个地位低微的厨子，哪里敢随便就蓄意谋反？这一定是有背后的大奸大恶之徒指使他仿效明朝张差之事，应该马上清除这身边左右的祸患。”到了嘉庆十八年（1813年）癸酉之变后，嘉庆帝想到王杰的这些话，特地对他进行了祭奠。

## 家族
- 長子：王塖時（1746年—？）[19]
  - 長子：王駉（1779年—？）[19]
  - 次子：王䭻（1793年—？）[19]
  - 三子：王駎（1800年2月—？）[19]
- 次子：王垿時（1751年—1799年8月）[19]
  - 長子：王隲（1790年—？）[19]
  - 次子：王篤（1791年10月—？），道光二年進士，官至署理山東巡撫[20]
  - 三子：王騫（1796年—？）[19]
- 三子：王堉時（1757年—？）[19]
  - 長子：王騊（1783年—？）[19]
    - 長子：王德暉（1800年3月—？）[19]

  - 次子：王驌（1791年9月—？）[19]
- 四子：王塽時（1782年—？）[19]
  - 長子：王馴（1800年11月—？）[19]

- 長女：嫁舉人同縣劉棟
- 次女：嫁朱珪子朱錫經

王杰常教育子孫“入仕則正途可也，不以宰相子孫喧耀於人。”另外，道光朝军机大臣王鼎也是王杰同族。

## 延伸阅读
[在维基数据编辑]
 《清史稿/卷340》，出自趙爾巽《清史稿》
 在维基共享资源阅览影像